# Geneuille
Geneuille é uma comuna francesa na região administrativa de Borgonha-Franco-Condado, no departamento de Doubs. Estende-se por uma área de 6,45 km². Em 2010 a comuna tinha 1 344 habitantes (densidade: 208,4 hab./km²).